# Hinojares
Hinojares is een gemeente in de Spaanse provincie Jaén in de regio Andalusië met een oppervlakte van 40,04 km². Hinojares telt 338 inwoners (1 januari 2016).

## Demografische ontwikkeling
Bron: INE, 1857-2011: volkstellingen